# Нежит
Нежит је демон из словенске митологије, који производи различите физичке болести у човеку: усељава се у човекову главу, суши мозак, крши уста, троши зубе, криви шију, глуши уши, слепи очи, итд.